# Lorenz Saurer
Lorenz Saurer (21 de mayo de 1966) es un deportista suizo que compitió en ciclismo de montaña en la disciplina de campo a través. Ganó una medalla de bronce en el Campeonato Europeo de Ciclismo de Montaña de 1992.

## Medallero internacional
| Campeonato Europeo | Campeonato Europeo   | Campeonato Europeo | Campeonato Europeo |
| Año                | Lugar                | Medalla            | Competición        |
| ------------------ | -------------------- | ------------------ | ------------------ |
| 1992               | Möllbrücke (Austria) | Medalla de bronce  | Campo a través     |